# Кипуча Криниця
Кипу́ча Крини́ця — селище в Україні, у Кальміуській міській громаді Кальміуського району Донецької області. Населення становить 32 особи.

## Загальні відомості
Відстань до райцентру становить близько 14 км і проходить переважно автошляхом Т 0508.
Із 2014 р. внесено до переліку населених пунктів на Сході України, на яких тимчасово не діє українська влада.

## Населення
За даними перепису 2001 року населення селища становило 32 особи, з них 34,38 % зазначили рідною мову українську, 43,75 % — російську та 18,75 % — грецьку мову.